# Hiroshi Fukushima
Hiroshi Fukushima (japanisch 福嶋 洋 Fukushima Hiroshi; * 14. Juli 1982 in der Präfektur Aichi) ist ein ehemaliger japanischer Fußballspieler.

## Karriere
Fukushima erlernte das Fußballspielen in der Schulmannschaft der Komaba High School. Seinen ersten Vertrag unterschrieb er 2001 bei den Avispa Fukuoka. Der Verein spielte in der höchsten Liga des Landes, der J1 League. Am Ende der Saison 2001 stieg der Verein in die J2 League ab. Für den Verein absolvierte er 59 Ligaspiele. Danach spielte er bei den Rosso Kumamoto, V-Varen Nagasaki und Kamatamare Sanuki. Ende 2011 beendete er seine Karriere als Fußballspieler.